# Christian Duttenhofer

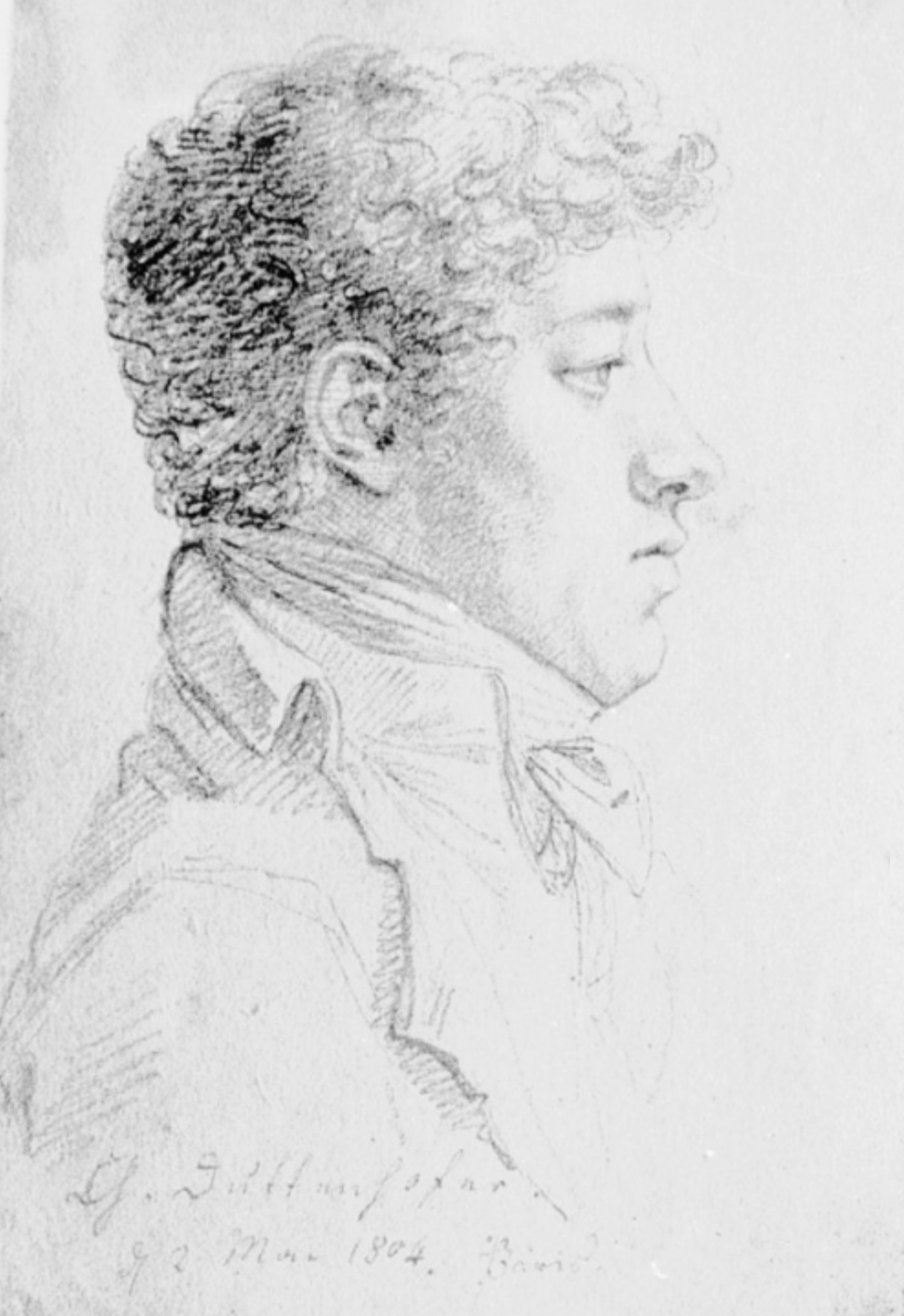
Bildnis Christian Duttenhofers von der Hand eines unbekannten Künstlers (1804)

Christian Friedrich Traugott Duttenhofer (* 4. August 1778 in Gronau; † 16. April 1846 in Heilbronn) war ein deutscher Kupferstecher. Er war zu seiner Zeit vor allem bekannt für seine Landschaftsstiche, die er meist nach fremden Vorlagen anfertigte und als Einzelblätter oder Buchillustrationen veröffentlichte. Seine Frau war die Scherenschnittkünstlerin Luise Duttenhofer und sein Sohn der Kupferstecher Anton Duttenhofer.

## Leben
Christian Duttenhofer wurde am 4. August 1778 in Gronau als Sohn des evangelischen Pfarrers Christian Friedrich Duttenhofer und seiner Frau Johanna Christiane Duttenhofer geb. Hummel (1752–1814) geboren. Sein sechs Jahre jüngerer Bruder Carl (Rudolph Heinrich) Duttenhofer (1784–1805) studierte Architektur und starb im jugendlichen Alter von 21 Jahren in Rom. Zwei andere, vor Christian geborene Geschwister starben im Kleinkindalter. Der Vater wurde ein Jahr nach Christians Geburt als Prediger nach Heilbronn berufen, 1803 zum ersten württembergischen Dekan und 1810 zum Generalsuperintendenten ernannt. Christians Lebensmittelpunkt blieb bis zu seiner Verheiratung im Jahr 1804 die Stadt Heilbronn.

### Kindheit und Jugend
Bereits in seiner Kindheit und Jugend legte Duttenhofer „den Grundstein zu seiner wissenschaftlichen und künstlerischen Ausbildung, denn er fühlte eine unwiderstehliche Hinneigung zur Malerei und Zeichenkunst, und besonders Kupferstecherei, und zeichnete sich auch in lezteren Kunst bald aus.“ Im Jünglingsalter begab er sich zur weiteren Ausbildung nach Stuttgart, wo er sich aber nur kurz aufhielt, weil er „gefunden hatte, daß er hier zu wenig Gelegenheit habe, Etwas zu lernen“.

### Studium und Berufseinstieg
Nach seinem Stuttgarter Aufenthalt (es ist nicht bekannt, wann und wie lange) begab sich Duttenhofer nach Dresden. Dort studierte er an der Kunstakademie als Schüler des Landschaftsmalers Johann Christian Klengel, bei dem er auch Zeichenunterricht genoss. Er besuchte eifrig die berühmte Gemäldegalerie und das Kupferstichkabinett, wo er sich an den alten Meistern schulen konnte. Spätestens 1802, eher früher, wechselte er an die Wiener Kunstakademie, um dort sein Studium fortzusetzen.
1803 und 1804 hielt er sich jeweils in Paris auf (wie lange, ist nicht bekannt), wo er im Auftrag seines Förderers, des in Paris lebenden deutschen Kupferstechers Johann Georg Wille, einige Blätter für das Reproduktionsstichwerk Le Musée Français stach.

### Heirat
Am 29. Juli 1804 heiratete Duttenhofer im Alter von 26 Jahren in Heilbronn seine zwei Jahre ältere Cousine Luise Hummel aus Stuttgart. (Christians Mutter war eine Schwester von Luises Vater Georg Bernhard Hummel (1741–1779)).
Zum gemeinsamen Leben des Ehepaars siehe: Luise Duttenhofer, Romreise und Luise Duttenhofer, Leben in Stuttgart.

### Berufsleben
Nach einigen Quellen wurde Duttenhofer 1809 als Professor an die Stuttgarter Kunstschule berufen. Die Kunstschule wurde jedoch erst 1829 gegründet und die Bewerbung Duttenhofers für eine Anstellung im Jahr 1830 abgelehnt. Andererseits wird er in zeitgenössischen Dokumenten als Professor bezeichnet. Man muss daher annehmen, dass er an einer anderen, ebenfalls als Kunstschule bezeichneten Schule als Professor oder Lehrer beschäftigt war.
Duttenhofer war ein fleißiger und tüchtiger Reproduktionsstecher und konnte seiner Familie einen angemessenen Lebensunterhalt sichern. Er stach viele Einzelblätter und viele Reproduktionsstiche, vor allem für Reiseführer und ähnliche Bücher. 1809 hielt er sich erneut in Paris auf und stach einige weitere Blätter für Le Musée Français. 1820 reiste er wieder nach Paris, diesmal mit Sulpiz Boisserée, für dessen Kölner Domwerk er zwei Blätter gestochen hatte und der in Paris die Vollendung seines Werkes betrieb. Nach dem Tod seiner Frau im Jahr 1829 war Duttenhofer beruflich kaum noch aktiv, jedenfalls sind aus den 1830er und 1840er Jahren keine datierbaren Werke bekannt außer einer 1842 veröffentlichten Panoramakarte des Neckars, die er zusammen mit seinem Heilbronner Kollegen Theodor Rausche stach.

### Letzte Lebensjahre
1834, fünf Jahre nach dem Tod seiner Frau, verkaufte Duttenhofer das Haus in der Casernenstraße 10 in Stuttgart an den Literaturkritiker Wolfgang Menzel und mietete sich eine Wohnung in der Hospitalstraße 14. Im gleichen Jahr zog er schließlich zurück in seine alte Heimat nach Heilbronn in die Fleiner Straße 22. Über Duttenhofers Heilbronner Jahre ist wenig bekannt. Sein Sohn Anton, Kupferstecher wie er selbst, starb bereits 1843 im jugendlichen Alter von 31 Jahren. Mit ihm zusammen und später allein verkehrte er bei dem Dichter-Arzt Justinus Kerner im Kernerhaus in Weinsberg. Im Jahr 1835 fungierte Duttenhofer übrigens als einer von mehreren angesehenen und daher glaubhaften Zeugen, um die Geistererscheinungen der inhaftierten Geisterseherin Katharina Eslingerin zu dokumentieren, über die der „Oberamtsarzt zu Weinsberg“ Justinus Kerner 1836 sein Buch über Erscheinungen aus dem Nachtgebiete der Natur, durch eine Reihe von Zeugen gerichtlich bestätigt veröffentlichte. Theobald Kerner, Justinus Kerners Sohn, erinnerte sich 51 Jahre später: Duttenhofer „hatte sich in hohem Alter aus der Residenz nach Heilbronn zurückgezogen und lebte da still und bescheiden, doch nicht ohne liebe Freunde […].“
Theobald Kerner berichtet weiter: „Auch mein Vater freute sich, wenn er ihn sah, doch geschah dies in letzter Zeit selten; es hieß, er sei krank und menschenscheu geworden.“ Duttenhofer litt an unheilbarem Zungenkrebs, und als er bei seinem letzten Besuch Justinus Kerner nach seiner ärztlichen Meinung fragte, um sich die Ausweglosigkeit seiner Situation bestätigen zu lassen, wurde dieser „bleich und schwieg“. Wahrscheinlich aus „Verzweiflung“ aufgrund der täglichen Schmerzen und der Befürchtung, er müsse verhungern, erschoss sich Duttenhofer auf dem Rückweg von Weinsberg nach Heilbronn mit einer Pistole. Laut dem evangelischen Totenbuch der Stadt Heilbronn starb er durch „Selbstmord mittelst Erschiessen“, „wahrscheinlich am 8ten April, im Walde erst aufgefunden am 20ten“. Theobald Kerner hingegen behauptet, ohne ein Datum anzugeben: „Eine Stunde darauf [nach Duttenhofers Besuch bei Kerner] kam die Nachricht ins Städtle, im Walde oben liege ein alter Herr mit weißen Haaren tot unter einer Eiche.“ Der Nekrolog auf Duttenhofer vom 27. Juni 1846 gab ohne Quellenangabe als Todesdatum den 16. April 1846 an, das in allen nachfolgenden Veröffentlichungen übernommen wurde. Die Beerdigung fand laut Totenbuch am 21. April 1846 in Heilbronn statt.

## Werk

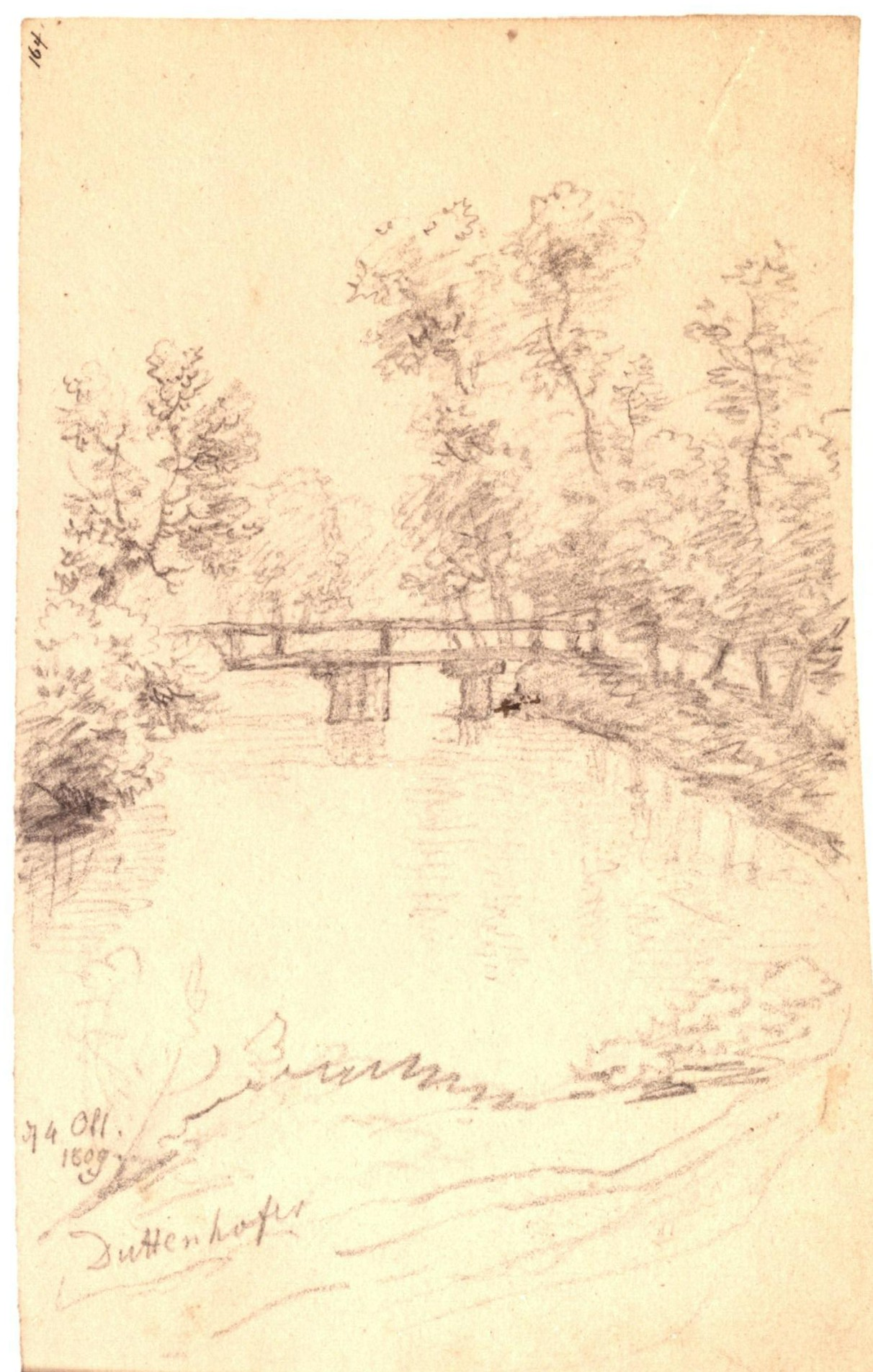
Flüsschen mit Holzbrücke
Zeichnung (1809)
aus dem Stammbuch Friedrich von Matthissons

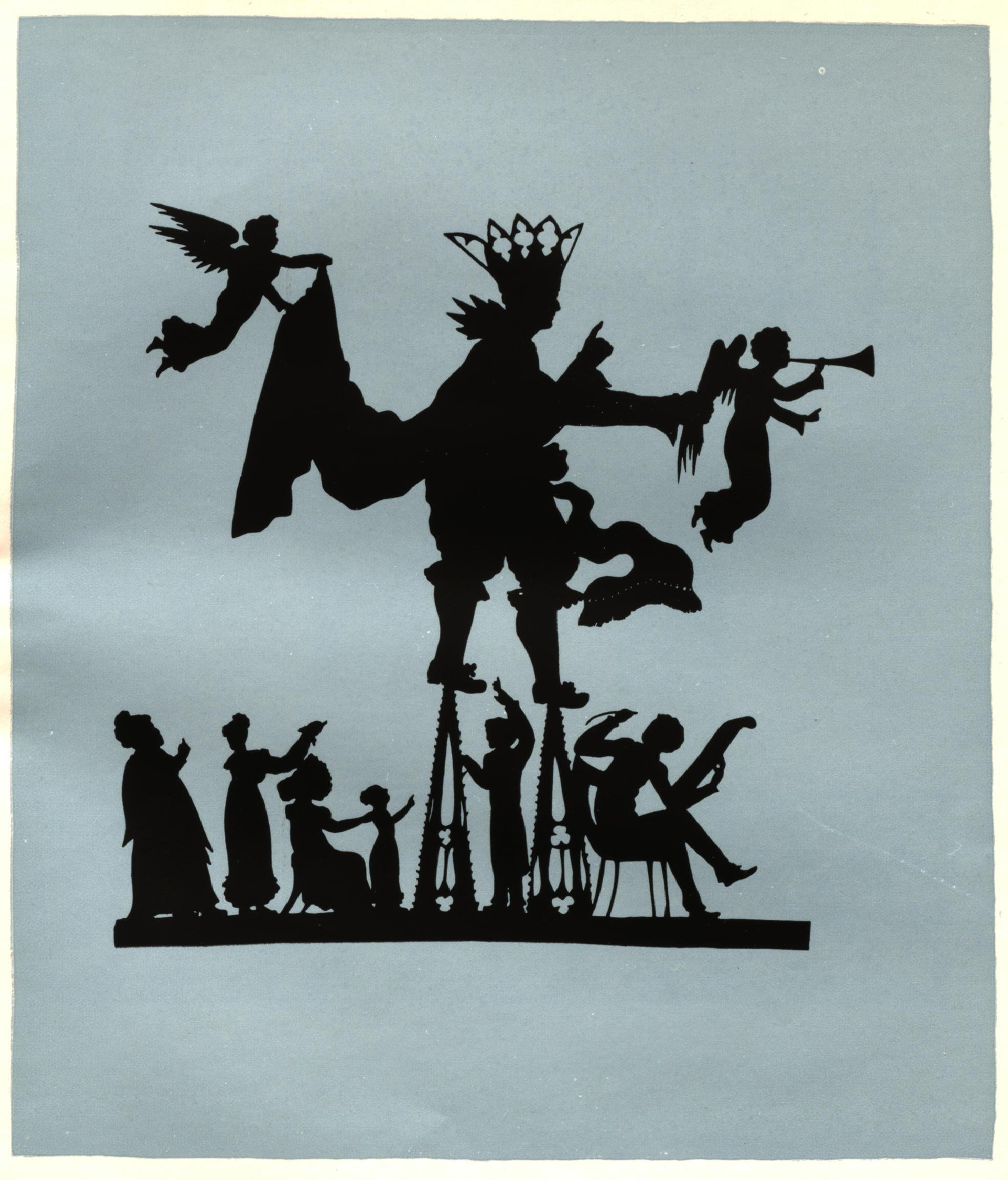
Sulpiz Boisserée auf den Spitzen des Kölner Domes, Scherenschnitt von Luise Duttenhofer (rechts unten sitzt Christian Duttenhofer und sticht eine Platte)

Zwei Jahre nach Duttenhofers Tod, im Jahr 1848, wurde sein Nachlass bei einer Auktion am 16. Februar 1848 zu Leipzig versteigert. Man muss annehmen, dass er damals „in alle Winde zerstreut wurde“, jedenfalls ist nichts Näheres über die Auktion, und wer was ersteigerte, bekannt. Sein Werk lässt sich (ebenso wie sein Lebenslauf) nur anhand fremder Zeugnisse rekonstruieren. Insbesondere fehlen Skizzenbücher, die er mit einiger Wahrscheinlichkeit z. B. während seines Rom-Aufenthalts geführt hat, und wir kennen auch keine Skizzen oder Zeichnungen, in denen er seine Frau oder seine Kinder porträtiert hätte.

### Der Zeichner
Von seinem zeichnerischen Werk sind nur wenige Proben bekannt: zwei Landschaftszeichnungen von 1809, die er dem Dichter Friedrich von Matthisson für sein Stammbuch schenkte, zwei wahrscheinlich um 1800 entstandene Uracher Landschaften, die er selbst zeichnete und stach, von denen aber nur die Stiche überkommen sind, und zwei nicht näher beschriebene Zeichnungen, die 1812 in der ersten Stuttgarter Kunstausstellung gezeigt wurden.

### Der Kupferstecher
Die frühen Jahre. Duttenhofer war ein sehr produktiver und tüchtiger Reproduktionsstecher und stach viele Blätter nach den Vorlagen anderer Künstler, als Einzelblätter, für Ansichtsserien oder zur Illustration von Büchern. Seine frühesten bekannten Stiche sind Arbeiten für einen Taschenkalender, zu dem er zwischen 1799 und 1802 elf Beiträge im Sedez-Format (nicht ganz DIN A6) lieferte. Zu den frühen Blättern gehören auch die beiden Uracher Landschaften, die um 1800 entstanden sein sollen, und zwei Kupferstiche, die er 1802 während seines Studiums an der Wiener Kunstakademie stach: La Solitude (Die Einsamkeit) nach Richard Wilson und eine beifällig aufgenommene Gebirgslandschaft nach Annibale Carracci.
Die Hauptschaffensperiode. Zwischen 1802 und 1815 lieferte er Blätter für ein österreichisches Ansichtsserienwerk des Malers Martin von Molitor und drei österreichische Reiseführer von Joseph August Schultes. Sowohl Molitor wie auch Schultes wird er wohl während seiner Zeit an der Akademie in Wien kennengelernt haben. 1803 und 1804 und dann noch einmal 1809 weilte Duttenhofer in Paris und stach acht große Blätter für das Prachtwerk des Musée Français. Das Domenichino-Blatt entstand 1803 und wurde im gleichen Jahr im ersten Band des Werks veröffentlicht. Wann und wo er die übrigen Blätter gestochen hat, ist unbekannt.
1810 stach er zwei Blätter für Alexander von Humboldts Pittoreske Ansichten der Cordilleren und Monumente americanischer Völker. Im gleichen Jahr begann er seine Arbeit für das Kölner Domwerk Sulpiz Boisserées, und schon 1811 lieferte er den ersten Abdruck des Blattes Durchschnitt des Chors. 1820 reiste er mit Boisserée nach Paris, wo seine beiden großformatigen Blätter für das Domwerk von französischen Spitzenstechern den letzten Schliff erhielten. 1823 und 1824 erschienen die beiden Lieferungen des Domwerks, die Duttenhofers Blätter enthielten. Er scheint diese beiden Stiche als seine Meisterwerke angesehen zu haben, wenn „der arme Duttenhofer“ auch, wie Sulpiz Boisserée berichtet, in Paris die „Demüthigung“ erfuhr, dass andere seine Blätter überarbeiteten, und dass er „vollkommen“ einsehen musste, dass er den französischen Spitzenkünstlern „durchaus nicht gewachsen ist“.
Die Arbeiten für das Musée Français, für Alexander von Humboldt und die Beiträge zu Boisserées Domwerk trugen Duttenhofer den Ruf eines angesehenen Kupferstechers und einen hohen Bekanntheitsgrad ein. Während er vor den Domwerkblättern nur Landschaften gestochen hatte, war er nun auch als Architekturstecher begehrt und erhielt Folgeaufträge für Architekturansichten (Stiche von Nürnberger, Prager und Bamberger Bauwerken).
1815 lieferte er 26 Stiche für die Sizilische Reise des livländischen Landschaftsmalers Carl Gotthard Grass, den er vermutlich 1805 nach dessen Rückkehr von seiner Sizilienreise in Rom kennenlernte. Für das Nürnberger Taschenbuch von 1819 und 1822 stach Duttenhofer noch einmal sechs Stiche und zwischen 1820 und 1826 drei vielbeachtete Landschaften nach Claude Lorrain.
Ausklang. Gegen Ende der zwanziger Jahre wurde es ruhig um Duttenhofer, zumindest sind keine weiteren Werke von ihm bekannt geworden, außer einer 1842 veröffentlichten Panoramakarte des Neckars, die er zusammen mit Theodor Rausche stach. Es scheint so, dass er sich nach dem Tod seiner Frau 1829 aus dem Beruf mehr oder minder zurückgezogen hat.

### Einzelblätter
Neben Beiträgen für Bücher und Ansichtsserien stach Duttenhofer auch eine Reihe von Einzelblättern.
| Jahr    | Werktitel                                                  | Originalkünstler       | Anmerkungen                                                         | Literatur                                                 |
| ------- | ---------------------------------------------------------- | ---------------------- | ------------------------------------------------------------------- | --------------------------------------------------------- |
| um 1800 | Der Wasserfall im Brühl bei Urach                          | eigene Zeichnung       | Staatsgalerie Stuttgart, Graphische Sammlung Inventarnummer A 32215 | NN 1813                                                   |
| um 1800 | Der Wasserfall im Brühl bei Urach                          | eigene Zeichnung       | Staatsgalerie Stuttgart, Graphische Sammlung Inventarnummer A 32215 | NN 1813                                                   |
| um 1802 | Landschaft mit Venus und Adonis                            | Annibale Carracci      |                                                                     | Andresen 1870, S. 415 Schuchardt 1848                     |
| um 1802 | Gebirgslandschaft mit Wasserfall                           | Annibale Carracci      |                                                                     | Apell 1880, S. 131 Faber 1846, S. 312 Nagler 1837, S. 33. |
| 1802    | La Solitude [Die Einsamkeit]                               | Richard Wilson         | Nach einer Kopie von William Woollett                               | Andresen 1870, S. 415 Apell 1880, S. 131.                 |
| 1809    | Domremy von der Nordseite Das Haus der Jungfrau in Domremy |                        | Siehe Küttner 1809                                                  | Fischer 2003, Band 1, Nr. 743, S. 817.                    |
| 1810    | Hofwyl [Landgut bei Bern]                                  |                        | Siehe Usteri 1810                                                   | Fischer 2003, Band 1, Nr. 811, S. 871.                    |
| 1820    | Dianenbad                                                  | Claude Lorrain         |                                                                     | Nagler 1837, S. 33 Schorn 1820                            |
| um 1820 | Ansicht von Bad Ems                                        |                        | Antiquariat Murr Bamberg abgerufen am 27. Februar 2011              |                                                           |
| 1824    | Der Tempel des Apollo zu Delphi                            | Claude Lorrain         |                                                                     | NN 1825, Schorn 1829                                      |
| 1826    | Der Tempel der Diana bei Nemi                              | Claude Lorrain         |                                                                     | NN 1825, Schorn 1826                                      |
| um 1830 | Bamberg                                                    | Georg Christoph Wilder | Richter & Kafitz Kunstauktionen abgerufen am 27. Februar 2011       |                                                           |
|         | Christian Friedrich Duttenhofer                            | Gottlob Wilhelm Morff  |                                                                     | Drugulin 1860                                             |

### Stiche für Bücher
Die Jahreszahlen in den Überschriften geben das Erscheinungsjahr an.

#### Taschenkalender für Natur- und Gartenfreunde (1799–1802)
|  |  |  |  | Taschenkalender auf das Jahr … für Natur- und Gartenfreunde, Tübingen 1799, 1800, 1802. Mit 11 Kupferstichen von Duttenhofer im Sedez-Format, davon 1799 4 Kupferstiche nach Carl Alexander Heideloff und Nikolaus von Thouret, 1800 2 Kupferstiche nach H. Meyer und einem unbekannten Künstler, 1802 5 Kupferstiche nach Nikolaus von Thouret und Joris (Jan van der Hagen). Abbildungen links: Titelblatt 1802; Der rothe Thurm [im Garten in Hohenheim] (nach S. 66). |

#### Molitor: Prospecten aus dem Tyrol (1802–1805)
|  |  | Martin von Molitor: Prospecten aus dem Tyrol, Wien [1802–1805]. Mit 12 Kupferstichen im Folio- und Querfolio-Format von Duttenhofer nach Martin von Molitor und Jakob Gauermann. Literatur: LeBlanc 1856, Nagler 1837, Nebehay 1981, Band 2, S. 264–265. Abbildung links: Ansicht des Lechthales bey Reutti in Tyrol, nach Martin von Molitor, gestochen 1805. |

#### Le Musée Français (1803–1812)
|  |  |  |  |  |

Pierre Laurent (Herausgeber) u. a.: Le Musée Français, Band 1–3, Paris 1803–1809.
Henri Laurent (Hrsg.): Le Musée Napoléon, [Band 5 zu Le Musée Français], Paris 1812.
Mit 8 Kupferstichen im Großfolio-Format von Duttenhofer.
Das sechsbändige Reproduktionsstichwerk Le Musée Français erschien zwischen 1803 und 1818 und beinhaltet neben einem umfangreichen Textteil 500 Tafeln mit Kupferstichen bedeutender Kunstwerke des Louvre, die von insgesamt 79 französischen und ausländischen Zeichnern abgezeichnet und von 148 Stechern gestochen wurden. Zu den Stechern gehörte auch Duttenhofer, der auf Vermittlung von Johann Georg Wille 1803–1804 und 1809 acht Blätter für die Bände 1–3 und 5 stach.
| Jahr | Werktitel                               | Deutscher Titel                          | Originalkünstler  | Band des Musée Français |
| ---- | --------------------------------------- | ---------------------------------------- | ----------------- | ----------------------- |
| 1803 | Hercule et Achélous                     | Herkules und Achelous                    | Domenichino       | 1                       |
|      | Un paysage et des pêcheurs              | Landschaft mit Fischern                  | Paul Bril         | 2                       |
|      | Paysage/Vue d’un village                | Landschaft/Ansicht eines Dorfs           | Jan van der Hagen | 2                       |
|      | Paysage                                 | Landschaft                               | Willem de Heusch  | 2                       |
|      | Des bergers dans une vallée             | Schäfer in einem Tal                     | Gaspard Poussin   | 3                       |
|      | Paysage                                 | Landschaft                               | Gaspard Poussin   | 3                       |
|      | Vue d’une ferme dans une vaste campagne | Ansicht eines Bauernhofs auf weiter Flur | Jan Wijnants      | 5                       |
|      | Vue d’Italie au soleil couchant         | Italienische Ansicht bei Sonnenuntergang | Jan Both          | 5                       |

Literatur: Weissert 1994.

#### Schultes: Historisch-mahlerische Reise durch Oesterreich (1804)
|  |  |  |  | Joseph August Schultes: Historisch-mahlerische Reise durch Oesterreich, Wien 1804. Mit 6 Kupferstichen im Oktav-Format von Duttenhofer nach Zeichnungen von Ludwig Maillard († 1808) nach Zeichnungen von Joseph August Schultes. Literatur: NN 1804. Abbildungen links: Titelblatt; Emmerberg (Tafel Nr. VI). |

#### Schultes: Ausflüge nach dem Schneeberge (1807)
|  |  |  |  | Joseph August Schultes: Ausflüge nach dem Schneeberge in Unterösterreich, Wien 1807. Mit 6 Kupferstichen im Oktav-Format von Duttenhofer nach Zeichnungen von Ludwig Maillard († 1808) nach Zeichnungen von Joseph August Schultes, davon 4 Kupferstiche im Ersten Theil und 1 Kupferstich im Zweyten Theil. Literatur: Nebehay 1981, Band 3, S. 194–195. Abbildungen links: Titelblatt (Erster Theil); Wasserfall der Sierning im Thale bey Buchberg (Erster Theil, nach S. 218). |

#### Schultes: Reisen durch Oberösterreich (1809)
|  |  |  |  | Joseph August Schultes: Reisen durch Oberösterreich, I. Theil, Tübingen. Mit 5 Kupferstichen im Oktav-Format von Duttenhofer nach Zeichnungen von Marie Lamer. Literatur: Fischer 2003, Band 1, Nr. 796, S. 844–855, Nebehay 1981, Band 3, S. 196–197. Abbildungen links: Titelblatt; Die beiden Wasserfaelle am Ischler Salzberg (nach S. 166). |

#### Humboldt: Pittoreske Ansichten der Cordilleren (1810)
|  |  |  |  | Alexander von Humboldt: Pittoreske Ansichten der Cordilleren und Monumente americanischer Völker, Tübingen 1810. Mit 2 Kupferstichen im Querfolio-Format von Duttenhofer nach Zeichnungen von Joseph Anton Koch nach Skizzen Alexander von Humboldts. Literatur: Fischer 2003, Band 1, Nr. 768, S. 836–838, Leitner 2009. Abbildungen links: Titelblatt; Strasse über den Quindiu (Tafel 18). |

#### Memminger: Canstatt und seine Umgebung (1812)
|  |  |  |  | Johann Daniel Georg von Memminger: Canstatt und seine Umgebung, Stuttgart 1812. Mit 1 Kupferstich im Oktav-Format von Duttenhofer. Literatur: NN 1813, Spalte 58. Abbildungen links: Titelblatt; Canstatt vom Kahlenstein (Frontispiz). |

#### Grass: Sizilische Reise (1815)
|  |  |  |  | Carl Gotthard Grass: Sizilische Reise, Stuttgart 1815. Mit 26 Kupferstichen im Oktav-Format von Duttenhofer nach Zeichnungen von Carl Gotthard Grass (1767–1814), davon 11 im I. Theil und 15 im II. Theil. Literatur: Fischer 2003, Band 2, Nr. 992, S. 14–15, Kuhn 1980. Abbildungen links: Titelblatt (I. Theil); Die Ziegenhöle auf dem Aetna (I. Theil, Tafel 6). |

#### Neues Taschenbuch von Nürnberg (1819, 1822)
|  |  |  |  | Neues Taschenbuch von Nürnberg, 2 Theile, Nürnberg 1819, 1822. Mit 6 Kupferstichen im Oktav-Format von Duttenhofer, davon 3 im Ersten Theil von einem unbekannten Künstler und 3 im Zweyten Theil nach Georg Christoph Wilder und Carl Alexander Heideloff. Literatur: Heller 1822, Schorn 1822, Thieme-Becker. Abbildungen links: Titelblatt (Erster Theil); Der Egydienplatz (Zweyter Theil, Tafel III, vor S. 15). |

#### Griesel: Neueste Gemälde von Prag (1823)
|  |  | August Franz Wenzel Griesel: Neueste Gemälde von Prag, Prag 1823. Mit 6 Kupferstichen von Duttenhofer nach Josef Schembera (1794–1866), 2 im Querfolio-Format und 4 im Oktav-Format. Literatur: Frenzel 1838, Schorn 1824, S. 349. Abbildung links: Ansicht der Domkirche vom Schloßplatze. |

#### Boisserée: Das Kölner Domwerk (1821–1831)
|  |  |  |  | Sulpiz Boisserée: Ansichten, Risse und einzelne Teile des Domes von Köln. Stuttgart 1821–1831. Mit 2 Kupferstichen im Elephant-Folio-Format von Duttenhofer nach Zeichnungen von Maximilian Heinrich Fuchs. Boisserées Domwerk erregte deutschlandweit und international großes Aufsehen. Damit bereitete er den Weg für die Vollendung des Kölner Doms, dessen Bau „seit etwa 1530 stillag, als gerade die Hälfte der Baumasse erstellt war“. Literatur: Bach 1900, S. 201–202, Fischer 2003, Band 2, Nr. 1414, 1415, 1478, 1479, 1539, S. 346–349, 402–403, 450, Schorn 1820, Schorn 1824, Wolff 2008. Abbildungen links: Der Längenaufriß (Tafel IV); Durchschnitt des Chors in der Breite (Tafel VI) |

#### Rausche/Duttenhofer: Panorama des Neckars (1842)
|  |  |  |  | Theodor Rausche: Christian Duttenhofer: Panorama des Neckars von Heilbronn bis Heidelberg, Heilbronn 1842. Faltkarte mit einem Stahlstich von Theodor Rausche (1807–1849) und Duttenhofer nach einer Zeichnung von Theodor Rausche. Format: 117 × 18,5 cm. Literatur: Schiller 1849. Abbildungen links: Vorderer Buchdeckel; Ausschnitt der Panoramakarte |

### Sonstiges
1810 kündigte Duttenhofer die Heftreihe Ideen für Vasen an, welche „zum Zweck hat, durch mannigfaltige Phantasien auf dem Gebiete der Verzierungskunst, den Kunstfreunden einen angenehmen Genuß zu verschaffen“. Es ist anzunehmen, dass seine Frau, falls sie nicht sogar der Initiator der Reihe war, jedenfalls Entwürfe zu der Heftreihe beigesteuert hat. Von den geplanten sechs Heften scheinen zwei erschienen zu sein. Die Heftreihe ist nicht im KVK (Karlsruher Virtueller Katalog) nachgewiesen, und bisher sind auch nirgendwo sonst Exemplare der Heftreihe aufgetaucht.

## Rezeption
Duttenhofer war hauptsächlich Reproduktionsstecher im Landschafts- und Architekturfach und stach fremde Vorlagen zur Vervielfältigung und Verbreitung. Daneben war er auch Zeichner, aber da nur wenige seiner Zeichnungen bekannt sind, kann der eigenschöpferische Anteil seiner Arbeiten kaum beurteilt werden. Von den Zeitgenossen wurden sie scheinbar nicht beachtet, zumindest gab es keine öffentlichen Nachrichten darüber.
Von einer seiner ersten Arbeiten, einer Gebirgslandschaft nach Annibale Carracci, hieß es, dass sie sich „allgemein den Beifall der Kenner“ erwarb und „unserm Landsmann auf einmal einen Namen machte“. Seine Mitarbeit in einem internationalen Team von 148 Stechern an dem Großprojekt des Musée Français trug weiterhin zu seinem Ruf als renommierter Stecher bei. Ebenso respektabel war seine Mitarbeit an Alexander von Humboldts Kordillerenwerk, und wenn Humboldt den „Künstler“ Duttenhofer gegenüber seinem Verleger Johann Friedrich Cotta als „vortreflich“ („aber etwas theuer“) lobt, wird sich dieses Urteil auch sonst verbreitet haben. Duttenhofers allgemein am meisten beachtetes Werk waren die zwei großformatigen Blätter für Boisserées Domwerk. Das Württembergische Jahrbuch 1821 verkündete nationalstolz: „Duttenhofer hat auch die zweite große Platte zu dem Domwerk von Cölln geendiget und mit seiner des deutschen Fleißes würdigen Arbeit vor dem hohen Tribunal der Pariser Kunstrichter außerordentliches Lob und selbst Bewunderung geerntet.“ Und im Conversations-Lexikon der neuesten Zeit und Literatur von 1832 heißt es: Er „begann […] das große Blatt für Boisserée’s Werk über den kölner Dom […], den ersten in solchem Umfang ausgeführten Stich gothischer Architektur und wol auch unter D.’s Arbeiten in jeder Hinsicht die bedeutendste“.
1812 fand die erste Stuttgarter Kunstausstellung statt. Von Duttenhofer waren „zwey trefliche Zeichnungen nach der Natur, und zwey schön gestochene Landschaften zu sehen“. Bei der dritten Ausstellung 1824 präsentierte „Hr. Duttenhofer, als Kupferstecher rühmlichst bekannt“ eine Kopie nach einer kleinen Landschaft von Claude Lorrain. Das Boisseréesche Domwerk war ebenfalls ausgestellt. „Es erregte durch die Pracht und Schönheit seiner Ausführung allgemeine Bewunderung […]. Zugleich enthielt es die bedeutendsten Proben eines einheimischen Kupferstechers, der sich hier eben so sehr in der Architektur, wie sonst in der Landschaft auszeichnet, wir meynen die Blätter von Duttenhofer“. Von den übrigen Stuttgarter Ausstellungen (1816, ab 1830 alle drei Jahre) ist nichts bekannt.
1837 urteilte Georg Kaspar Nagler in seinem Künstler-Lexicon: „Duttenhofer ist rühmlich bekannt durch mehrere landschaftliche Kupferstiche, die er einzeln oder zu großen Werken, wie Humboldt’s Reisen, besonders aber für das französische Museum geliefert hat. Auch im Architektonischen liefert er Trefflliches, was seine Platte für Dr. Boisserée’s Cölner Domwerk beweiset.“
Als Duttenhofer starb, meldete das Kunstblatt seinen Tod in einem Dreizeiler, mit der Bemerkung, er habe „sein Leben auf 66 Jahre gebracht“ (67 wäre richtig gewesen). Ein ausführlicher Nekrolog wie etwa beim Tod seiner Frau erschien überhaupt nicht. Duttenhofer fand zwar schon zu Lebzeiten Aufnahme in biographischen Nachschlagewerken, anders als seine Frau, die entweder übergangen oder doch als unbedeutend im Vergleich zu ihrem Mann dargestellt wurde, und auch in der zeitgenössischen Presse, besonders der in Stuttgart erscheinenden Morgenzeitung, wurde er hin und wieder gewürdigt. Später ist er in Vergessenheit geraten, keine wissenschaftliche Publikation befasst sich mit ihm oder seinem Werk. Seit der Wiederentdeckung von Luise Duttenhofer zu Beginn des 20. Jahrhunderts und besonders in den letzten Jahrzehnten häufen sich die Arbeiten über sie, und Christian Duttenhofer wird beiläufig als ihr Mann und nicht unbedeutender Kupferstecher seiner Zeit erwähnt. Wirklich bekannt ist er höchstens noch in der Fachwelt, vor allem bei Kunsthändlern und Sammlern, und am Markt tauchen auch immer wieder Blätter von ihm auf.

### Biographische Nachschlagewerke
- Friedrich Faber; Johann Andreas Romberg: Conversationslexicon für bildende Kunst, Band 3, Leipzig 1846, S. 312 (books.google.com)
- Anke Fröhlich: Duttenhofer, Christian Friedrich. In: Allgemeines Künstlerlexikon. Die Bildenden Künstler aller Zeiten und Völker (AKL). Band 31, Saur, München u. a. 2001, ISBN 3-598-22771-X, S. 292.
- Karl Theodor Griesinger, Karl Pfaff: Universal-Lexikon von Württemberg, Hechingen und Sigmaringen, Stuttgart [1840–1843], Spalte 272–273.
- Georg Kaspar Nagler (Bearbeiter): Duttenhofer, Christian Friedrich. In: Neues allgemeines Künstler-Lexicon. Band 4, München 1837, S. 32–33 (books.google.com)
- NN: Conversations-Lexikon der neuesten Zeit und Literatur, Band 1, Leipzig 1832, S. 619. (books.google.de)
- NN: Duttenhofer, Christian Friedrich Traugott. In: Rudolf Vierhaus (Hrsg.): Deutsche biographische Enzyklopädie. Band 2, München 2005, S. 780.
- Duttenhofer, Christian Friedrich Traugott. In: Ulrich Thieme (Hrsg.): Allgemeines Lexikon der Bildenden Künstler von der Antike bis zur Gegenwart. Begründet von Ulrich Thieme und Felix Becker. Band 10: Dubolon–Erlwein. E. A. Seemann, Leipzig 1914, S. 237 (Textarchiv – Internet Archive).
- August Wintterlin: Duttenhofer, Christian Friedrich Traugott. In: Allgemeine Deutsche Biographie (ADB). Band 5, Duncker & Humblot, Leipzig 1877, S. 498 f.

### Leben und Werk
- Max Bach: Stuttgarter Kunst 1794–1860. Nach gleichzeitigen Berichten, Briefen und Erinnerungen, Stuttgart 1900.
- Christian Friedrich Duttenhofer; Friedrich Gottlieb Geyser; Rudolph Weigel (Hrsg.): Verzeichniss der von Herrn F. G. Geyser, Kunsthändler zu Leipzig, und Herrn Chr. Fr. Duttenhofer, Kupferstecher zu Heilbronn, hinterlassenen Sammlungen von Kupferstichen, Radirungen, Holzschnitten, Lithographien, Handzeichnungen, Kupferwerken, Kunstbüchern, gestochenen Kupferplatten u. s. w., welche … am 16. Februar 1848 zu Leipzig … öffentlich versteigert werden, Leipzig 1848.
- Irene Ferchl: Stuttgart. Literarische Wegmarken in der Bücherstadt, Stuttgart 2000, S. 62–64.
- Gertrud Fiege: Die Scherenschneiderin Luise Duttenhofer, Marbach 1. Auflage 1979, 2. Auflage 1990, 17 Abbildungen.
- Bernhard Fischer (Bearbeiter): Der Verleger Johann Friedrich Cotta, Band 1: 1787–1814, Band 2: 1815–1832, Marbach am Neckar 2003.
- August von Hartmann; Gustav Schwab: Erinnerungen an Joh. Georg August v. Hartmann, Stuttgart 1849.
- Justinus Kerner: Eine Erscheinung aus dem Nachtgebiete der Natur durch eine Reihe von Zeugen gerichtlich bestätigt und den Naturforschern zum Bedenken mitgetheilt., Stuttgart 1836, besonders S. 111–122 (books.google.de)
- Theobald Kerner: Das Kernerhaus und seine Gäste, Stuttgart 1897.
- Manfred Koschlig: Luise Duttenhofer in Selbstzeugnissen. In: Stultifera navis. 10.1953, S. 14–30.
- Konrad Menzel (Hrsg.): Wolfgang Menzel’s Denkwürdigkeiten, Bielefeld 1877, S. 210–211, 389, 537–538 US-Proxy.
- Pierre Moisy: Les séjours en France de Sulpice Boisserée (1820–1825). Contribution à l’étude des relations intellectuelles franco-allemandes. Lyon 1956.
- NN: Nekrolog. In: Morgenblatt für gebildete Stände, Kunstblatt. Nr. 32 vom 27. Juni 1846, S. 132 (digi.ub.uni-heidelberg.de).
- Christoph Andreas Nilson: Ueber deutsche Kunst oder biographisch-technische Nachrichten von den vorzüglichsten Meistern in der Malerey, dem Kupferstechen, der Formschneide-Kunst und Lythographie in Deutschland. Augsburg 1833, S. 186–187 (books.google.de)
- Friedrich Noack: Duttenhofer. In: Schedarium der Künstler in Rom. [Rom] ohne Jahr (db.biblhertz.it).
- Gustav Edmund Pazaurek: Die Scherenkünstlerin Luise Duttenhofer (1776–1829), Stuttgart 1924 Pazaurek, Gustav Edmund, Die Scherenkünstlerin Luise Duttenhofer (1776–1829), Stuttgart 1924.
- Sebastian Rahtz: The Protestant Cemetery Catalogue, Rom 2000 acdan.it (PDF-Datei; 2,54 MB).
- Heinrich Rapp: Die erste Kunst-Ausstellung in Stuttgart. In: Morgenblatt für gebildete Stände. Nr. 131 vom 1. Juni 1812, S. 523 (books.google.com)
- Ludwig Schorn: Kunstausstellung in Stuttgart, im September 1824. In: Morgenblatt für gebildete Stände, Kunstblatt. Nr. 85 vom 21. October 1824, S. 339 (books.google.de), Nr. 88 vom 1. November 1824, S. 349 (books.google.de)
- Beate Schroedter; Max Kunze (Hrsg.): … denn lebensgroß gezeichnet und vermessen stehst Du im Künstlerbuch – Porträts deutscher Künstler in Rom zur Zeit der Romantik, Stendal 2008, S. 13, 205–206.
- Gustav Schwab: [Nekrolog auf Christiane Louise Duttenhofer]. In: Morgenblatt für gebildete Stände Nr. 154 vom 29. Juni 1829, S. 613–615 books.google.com (in Frakturschrift). Nachdruck in lateinischer Schrift: Koschlig 1953, S. 14–19I.
- Evangelisches Totenbuch 1846, Stadtarchiv Heilbronn, S. 186.

### Werke

#### Primärliteratur
- Sulpiz Boisserée: Ansichten, Risse und einzelne Teile des Domes von Köln. Stuttgart 1821–1831, (digi.ub.uni-heidelberg.de)
- Christian Friedrich Duttenhofer: Ideen für Vasen. 6 Hefte geplant, mindestens 2 Hefte erschienen. Stuttgart 1810–1811.
- Carl Gotthard Grass: Sizilische Reise oder Auszüge aus dem Tagebuch eines Landschaftsmalers. Erster Theil (books.google.de), Zweiter Theil (books.google.de), Stuttgart 1815.
- August Franz Wenzel Griesel: Neueste Gemälde von Prag. Prag 1823.
- Joseph Heller: Neues Taschenbuch von Nürnberg [Rezension: Zweyter Theil von 1822]. In: Morgenblatt für gebildete Stände, Kunstblatt. Nr. 65 vom 15. August 1822, S. 258–259 (books.google.com)
- Alexander von Humboldt: Pittoreske Ansichten der Cordilleren und Monumente americanischer Völker, Tübingen 1810 .
- Ernst Friedrich Kauffmann: Die Neckarfahrt von Heilbronn bis Heidelberg. Geschildert, mit Beziehung auf Geschichte und Sagen. Mit einem Panorama des Neckars und seiner Umgebungen von Heilbronn bis Heidelberg, Heilbronn 1843.
- Wilhelm Küttner: Domremy und Umgebungen [mit zwei Kupferstichen von Christian Duttenhofer]. In: Morgenblatt für gebildete Stände. Nr. 209 vom 1. September 1809, S. 833–834.
- Friedrich von Matthisson; Erich Wege (Hrsg.): Das Stammbuch Friedrich von Matthissons, Band 1: [Faksimile], Göttingen [2007], S. 257–258, Band 2: Transkription und Kommentar zum Faksimile, Göttingen 2007, S. 305–306.
- Johann Daniel Georg von Memminger: Canstatt und seine Umgebung. Ein Beytrag zur Geschichts- und Länderkunde, Stuttgart 1812 (books.google.de).[43]
- Martin von Molitor: Prospecten aus dem Tyrol, Wien [1802–1805].
- Simon-Célestin Croze-Magnan; Louis-Nicolas-Joseph Robillard-Péronville (Herausgeber); Pierre Laurent (Hrsg.): Le Musée Français. Recueil complet des Tableaux, Statues et Bas-reliefs, qui composent la collection nationale, Band 1, Paris 1803.
- Ennius-Quirinius Visconti; Toussaint-Bernard Émeric-David; Louis-Nicolas-Joseph Robillard-Péronville (Herausgeber); Pierre Laurent (Hrsg.): Le Musée Français. Recueil complet des Tableaux, Statues et Bas-reliefs, qui composent la collection nationale, Band 2, Paris 1807.
- Ennius-Quirinius Visconti; Toussaint-Bernard Émeric-David; Louis-Nicolas-Joseph Robillard-Péronville (Herausgeber); Pierre Laurent (Hrsg.): Le Musée Français. Recueil complet des Tableaux, Statues et Bas-reliefs, qui composent la collection nationale, Band 3, Paris 1809.
- Henri Laurent (Hrsg.): Le Musée Napoléon. Recueil complet des tableaux, statues et bas-reliefs, qui composent la collection nationale, [Band 5 zu Le Musée Français], Paris 1812.
- NN: Neues Taschenbuch von Nürnberg. Nürnberg 1819, Erster Theil (books.google.de)
- NN: Neues Taschenbuch von Nürnberg. Nürnberg 1822, Zweyter Theil (books.google.de)
- Theodor Rausche; Christian Duttenhofer: Panorama des Neckars von Heilbronn bis Heidelberg, aufgenommen und in Stahl gestochen von Theodor Rausche und Christian Duttenhofer. Heilbronn 1842.
- Joseph August Schultes: Historisch-mahlerische Reise durch Oesterreich. In: Historisch-Mahlerisches Taschenbuch von und für Oesterreich 1804. Wien 1804.
- Joseph August Schultes: Ausflüge nach dem Schneeberge in Unterösterreich. Ein Taschenbuch auf Reisen nach demselben. Wien 1807, Erster Theil (books.google.de), Zweyter Theil (books.google.de)
- Joseph August Schultes: Reisen durch Oberösterreich, in den Jahren 1794, 1795, 1802, 1803, 1804 und 1808. Tübingen 1809, I. Theil (books.google.de), II. Theil (books.google.de)
- NN: Taschenkalender auf das Jahr … für Natur- und Gartenfreunde, Tübingen 1799, 1800, 1802.
- Paulus Usteri: Landwirtschaftliches Fest in Hofwyl und Stiftung der agronomischen Gesellschaft [Mit einem Kupferstich von Christian Duttenhofer nach König]. In: Morgenblatt für gebildete Stände. Nr. 183 vom 1. August 1810, S. 729–732.

#### Nachschlagewerke
- Andreas Andresen; Joseph Heller: Handbuch für Kupferstichsammler oder Lexicon der Kupferstecher, Maler-Radirer und Formschneider aller Länder und Schulen nach Maßgabe ihrer geschätztesten Blätter und Werke, Band 1, Leipzig 1870, S. 414–415, (books.google.de)
- Aloys Apell: Handbuch für Kupferstichsammler, Leipzig 1880, S. 130–131.
- Charles LeBlanc: Manuel de l’amateur d’estampes, Band 2, Paris 1856, S. 171–172, (books.google.de)
- Ingo Nebehay; Robert Wagner: Bibliographie altösterreichischer Ansichtenwerke aus fünf Jahrhunderten, 6 Bände, Graz 1981–1991.
- Albert Schiller (Bearbeiter und Herausgeber): Allgemeines Deutsches Bücher-Lexikon 3.1842–1846, Zweite Abtheilung: M-Z, Leipzig 1849, S. 97, (books.google.de).

#### Sekundärliteratur
- Wilhelm Eduard Drugulin: Allgemeiner Portrait-Katalog. Leipzig 1860, S. 190, Nr. 5059, (books.google.de)
- Gottlieb Abraham Frenzel: Sammlung der Kupferstiche und Handzeichnungen Sr. Excellenz des Herrn Grafen Franz v. Sternberg-Manderscheid, Band 2, Dresden 1838, Nr. 3276, S. 376; Nr. 3347, S. 386, (us.archive.org, PDF; 23,05 MB).
- Dorothea Kuhn, Anneliese Kunz, Margot Pehle: Cotta und das 19. Jahrhundert. Aus der literarischen Arbeit eines Verlags. Marbach 1980, S. 130.
- Ulrike Leitner: Alexander von Humboldt und Cotta. Briefwechsel. Berlin 2009, S. 71, 76–77.
- Johann Daniel Georg von Memminger (Hrsg.): Württembergisches Jahrbuch 1.1818, S. 52 (books.google.de) (Kölner Domwerk), 3-4.1821, S. 102 (books.google.de) (Kölner Domwerk), 1822, Erstes Heft, S. 314 (Griesel 1823), 1844, Erstes Heft, S. 277 (Kauffmann 1843, Memminger 1812).
- NN: [Rezension: Schultes 1804]. In: Allgemeine Literatur-Zeitung. Nr. 291 vom Oktober 1804, Spalte 85–86, (books.google.com)
- NN: Ankündigung für Kunstfreunde [Subskriptionsangebot für Duttenhofer 1810–1811]. In: Intelligenz-Blatt des Journals des Luxus und der Moden. Nr. 3 vom Mai 1810, S. XLVII.
- NN: [Anzeige des zweiten Hefts von Duttenhofer 1810–1811]. In: Intelligenz-Blatt zum Morgenblatt für gebildete Stände. Nr. 13 von 1811, S. 49 (books.google.com)
- NN Erdbeschreibung [Rezension: Memminger 1812]. In: Allgemeine Literatur-Zeitung. Nr. 112 vom May 1813, Spalte 57–65, (books.google.com)
- NN: Urach und seine Umgebungen. Hohen-Urach. Wasserfall. Güterstein. In: Morgenblatt für gebildete Stände. Nr. 47 vom 24. Februar 1813, S. 185, (books.google.com)
- NN: Ankündigung. In: Morgenblatt für gebildete Stände, Kunstblatt. Nr. 27 vom 4. April 1825, S. 108, (books.google.com)
- Ludwig Schorn: Neuere Arbeiten des Kupferstechers Duttenhofer in Stuttgart. In: Morgenblatt für gebildete Stände, Kunstblatt. Nr. 19 vom 6. März 1820, S. 75, (books.google.com)
- Ludwig Schorn: Neues Taschenbuch von Nürnberg [Rezension: Erster Theil von 1819]. In: Morgenblatt für gebildete Stände, Kunstblatt. Nr. 65 vom 15. August 1822, S. 257–258, (books.google.de)
- Ludwig Schorn: Ansichten, Risse und einzelne Teile des Domes von Köln [Rezension von Boisserée 1821]. In: Morgenblatt für gebildete Stände, Kunstblatt. Nr. 10 vom 2. Februar 1824, S. 37–40, (books.google.de), Nr. 11 vom 5. Februar 1824, S. 41–44, (books.google.de)
- Ludwig Schorn: Der Tempel der Diana bei Nemi. In: Morgenblatt für gebildete Stände, Kunstblatt. Nr. 103 vom 25. December 1826, S. 412.
- Ludwig Schorn: Der Tempel des Apollo bey Delphi. In: Morgenblatt für gebildete Stände, Kunstblatt. Nr. 36 vom 4. Mai 1829, S. 143, (books.google.com)
- Christian Schuchardt: Goethe’s Kunstsammlungen, 3 Bände in einem Band. Jena 1848–1849, Nr. 96, Erster Theil, S. 337–338, (books.google.de)
- Caecilie Weissert: Ein Kunstbuch? Le Musée Français. Stuttgart 1994.
- Arnold Wolff: Sulpiz Boisserée. Der Briefwechsel mit Moller, Schinkel und Zwirner. Köln 2008, besonders S. 29–31.